# Chi Lăng, thành phố Lạng Sơn
Chi Lăng là phường cũ trung tâm hành chính của thành phố Lạng Sơn, tỉnh Lạng Sơn, Việt Nam.

## Địa lý
Phường Chi Lăng nằm ở trung tâm thành phố Lạng Sơn, có vị trí địa lý:
- Phía đông giáp xã Quảng Lạc
- Phía tây giáp phường Đông Kinh
- Phía nam giáp xã Quảng Lạc và xã Mai Pha
- Phía bắc giáp phường Vĩnh Trại, phường Tam Thanh và xã Hoàng Đồng

## Diện tích, dân số
Phường Chi Lăng có diện tích 4,12 km², dân số năm 1999 là 12.387 người, mật độ dân số đạt 3.007 người/km².
Theo thống kê năm 2019, phường Chi Lăng có diện tích 4,12 km², dân số là 15.269 người, mật độ dân số đạt 3.706 người/km².

## Lịch sử
Ngày 1 tháng 7 năm 2025 Ủy ban Thường vụ Quốc hội ban hành Nghị quyết số 1672/NQ-UBTVQH15 về việc sắp xếp các đơn vị hành chính cấp xã của tỉnh Lạng Sơn năm 2025. Theo đó,Sắp xếp toàn bộ diện tích tự nhiên, quy mô dân số của phường Chi Lăng và xã Quảng Lạc thành phường mới có tên gọi là phường Lương Văn Tri